# アントニオ・デ・オルレアンス・イ・ボルボーン

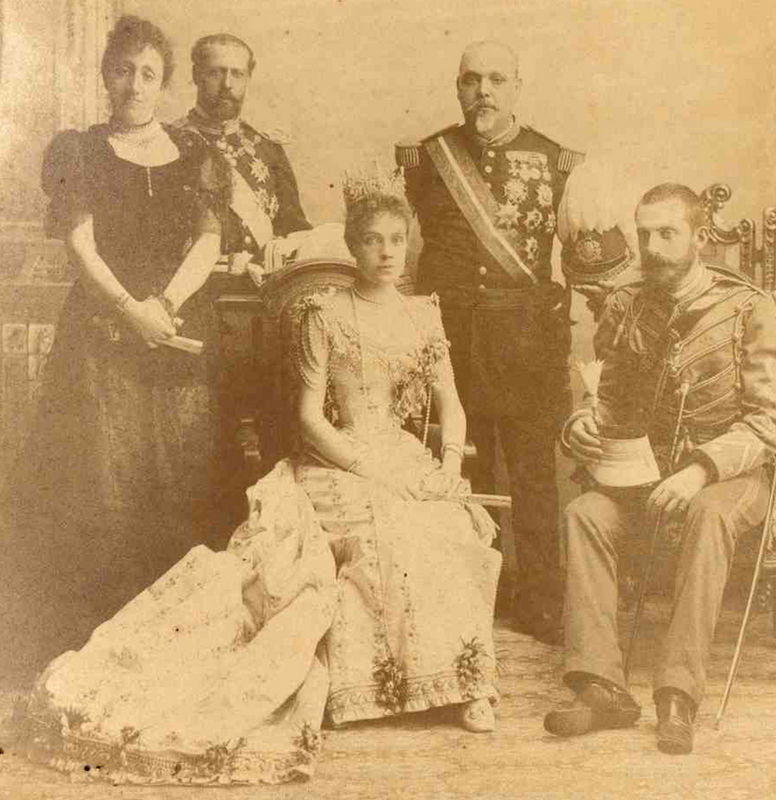
アントニオ（右の座席）と妻エウラリア王女（左の座席）

アントニオ・デ・オルレアンス・イ・ボルボン（Antonio de Orleans y Borbón, 1866年2月23日 - 1930年12月24日）は、スペインの王族、スペイン王子（Infante de España）。フランス王ルイ・フィリップ1世の孫息子の一人。またイタリア王国貴族の第4代ガリエラ公爵でもあった。全名はアントニオ・マリア・ルイス・フェリペ・フアン・フロレンシオ（Antonio María Luis Felipe Juan Florencio de Orleans）。フランス語名のアントワーヌ・ドルレアン（Antoine Marie Louis Philippe Jean Florent d'Orléans）で呼ばれることもある。

## 生涯
アントニオはオルレアン家のモンパンシエ公アントワーヌと、その妻のスペイン王女ルイサ・フェルナンダの間に生まれた子供たちの中で、唯一成育した息子だった。父モンパンシエ公はフランス王ルイ・フィリップの末息子、母はスペイン王フェルナンド7世の娘である。
アントニオが生まれたのは1866年、母方の叔母のスペイン女王イサベル2世の治世末期であった。2年後の1868年にスペイン名誉革命が起きると、モンパンシエ公爵一家はスペインから出国し、アントニオは外国で少年時代を過ごすことになった。野心家で自由主義者の父モンパンシエ公は、自らも亡命を余儀なくされた1868年のスペイン革命に関与していた。実は革命蜂起はモンパンシエ公の金で準備されており、モンパンシエ公は蜂起で義理の姉イサベル2世とその家族を追い払ったあと、自分がスペイン王位を掠め取る気だったのである。しかしモンパンシエ公の王位簒奪計画は失敗に終わり、スペイン暫定政府はモンパンシエ公爵一家を追放処分とした。
1874年12月、マルティネス＝カンポス将軍のクーデタによってスペイン・ブルボン家の王政復古が実現し、イサベル2世の長男アルフォンソ12世が新王に迎えられた。その数ヶ月後、モンパンシエ公爵一家も追放を解かれ、セビーリャの本邸サン・テルモ宮殿に帰還することができた。1878年にアルフォンソ12世とアントニオの姉メルセデスが結婚したことにより、スペイン王家とモンパンシエ公爵家の関係は修復された。
1886年3月6日、アントニオは国王アルフォンソ12世の末の妹で2歳年上の従姉エウラリア王女と結婚した。国王の妹との結婚により、アントニオはマドリードの宮廷で王族としての公的役割を演じるチャンスを手に入れた。1892年、エウラリアがコロンブスのアメリカ大陸発見400周年を祝うキューバとアメリカ合衆国の式典に出席することになった際、アントニオも妻の公務に同行した。しかしアントニオは新大陸で気まぐれかつ無節操な性格をさらし、誇り高く洗練されたエウラリア王女は夫に恥をかかされた屈辱に耐えられなかった。夫妻は合衆国から帰国してまもなく別居した。1901年5月31日、夫妻はパリのスペイン総領事の前で法的な別居を取り決めた。
1895年、イタリア王ウンベルト1世はアントニオをイタリアのガリエラ公爵位の正統な相続人として認めた。ガリエラ公爵位は第2代公爵の未亡人がアントニオの父モンパンシエ公に譲渡した爵位で、第2代公爵の実子で本来の相続人である郵便学者・切手収集家フィリップ・フォン・フェラーリは爵位相続を辞退していた。
1900年、アントニオはロンドンのサヴォイ・ホテルで、ユダヤ系アメリカ人の富豪グッゲンハイム家の御曹司サイモン・グッゲンハイムの未亡人マリー＝ルイーズ・ル・マナシュ（1869年 - 1949年）と出会った。アントニオはおおっぴらに新しい愛人マリー＝ルイーズとの恋を楽しんだが、愛人に忠実なわけではなく、1906年には上流社交界の貴婦人たちとの逢瀬を重ねるようになる。アントニオは別れ話を切り出したとき、憤激したマリー＝ルイーズに傘でめった打ちにされ、歯を何本か折られたという。
アントニオは贅沢なライフスタイルを貫き、モンパンシエ公爵家の莫大な財産を惜しみなく放蕩に費やした。一方で、離別した妻エウラリア王女は経済的に苦しい日々を送っていた。1919年、贅沢が祟ってアントニオはイタリアのガリエラ公爵領の領地を売却せねばならなくなった。
1930年、アントニオはパリで以前に較べると貧しい状態で死んだ。遺骸はスペイン王室の一員としてエル・エスコリアル修道院に安置された。

## 子女
妻エウラリア王女との間に2男1女を儲けた。
- アルフォンソ（1886–1975）
- ルイス・フェルナンド（1888–1945）
- ロベルタ（1890）